# KGHM Polska Miedź
KGHM Polska Miedź (KGHM  Kombinat Górniczo-Hutniczy Miedzi Cobre Polaco) es una compañía minera y metalúrgica polaca, con sede en Lubin. Es uno de los mayores productores de cobre y plata del mundo. KGHM Polska Miedź S.A. posee participaciones accionariales en 33 entidades, que operan en varias áreas de relacionadas.
KGHM es uno de los mayores exportadores de Polonia, el mayor creador de empleo en Baja Silesia, y parte significante del índice bursátil WIG 20.
La compañía es parte estratégica de la economía polaca. En el año 2007 tuvo una producción récord de cobre electrolítico (532.974 toneladas) y de plata metálica (1.215 toneladas), y un beneficio récord de PLN 3.800 millones y unas perspectivas de crecimiento continuado en el negocio y en el valor de la compañía.
La compañía patrocina el jugador de tenis Łukasz Kubot.
El 6 de diciembre de 2011, KGHM adquirió la compañía canadiense Quadra FNX Mining, ahora renombrada KGHM International Ltd.